# Вакуумен влак
Вакуумен влак (на английски: vactrain или vacuum tube train) е предложен проект за свръх-високоскоростен железопътен транспорт. Това е железница по технологията маглев (магнитна левитация), използваща частично вакуумирани тръби или тунели. Намаленото въздушно съпротивление може да позволи на влаковете да се движат, с относително малко енергия, с много високи (хиперзвукови) скорости – до 6400 – 8000 km/h. Това е 5 – 6 пъти повече от скоростта на звука в земната атмосфера на морското равнище.

## XVIII век
През 1799 г. Джордж Медхърст (George Medhurst) от Лондон замисля и патентова пневматична железница, която може да превозва хора или товари чрез тръби под налягане или чрез вакуумиране. Първите пневматични железници и транспортни системи, подобни на пневматична поща (като Dalkey Atmospheric Railway) разчитат на парна енергия за задвижване.

## XIX век
През 1888 г. Мишел Верн, син на Жул Верн, в разказ, наречен „Експрес на бъдещето“, си представя подводна транспортна система с пневматични тръби, която може да придвижва пътническа капсула със скорост до 1800 km/h под Атлантическия океан (трансатлантически тунел).

## XX век
Вакуумен влак е изобретен от Робърт Годард като първокурсник в Уорчестърския политехнически институт в САЩ през 1904 г. Впоследствие Годард усъвършенства идеята в разказ от 1906 г., наречен „Залогът за висока скорост“, който е обобщен и публикуван в редакционна статия на Scientific American през 1909 г., наречена „Пределът на бързия транзит“. Съпругата му Естер получава американски патент за вакуумния влак през 1950 г., пет години след смъртта му.
През 1909 г. руският професор Борис Вейнберг построява в Томския политехнически университет първия в света модел на предложената от него версия на вакуумен влак. По-късно, през 1914 г., той публикува концепцията за вакуумен влак в лекция на тема „Движение без триене“, прочетена в Петербург. Лекцията става известна благодарение споменаването ѝ в книгата „Занимательная физика“ на Яков Перелман.
През 1955 г. полският писател-фантаст Станислав Лем в романа си „Облакът на Магелан“ пише за междуконтинентален влак, наречен „organowiec“, който се движи в прозрачна тръба със скорост, по-висока от 1666 km/h. По-късно, през април 1962 г., вакуумният влак се появява в разказа „Наемник“ на Мак Рейнолдс, където той споменава мимоходом за вакуумен тръбен транспорт.
През 70-те години на XX век един от водещите привърженици на вакуумните влакове, Робърт М. Салтър от RAND Corporation, публикува поредица от подробни инженерни статии.
Интервю с Робърт Салтър излиза в Los Angeles Times (11 юни 1972 г.). Той обсъжда подробно относителната лекота, с която правителството на САЩ би могло да изгради система за совалки, използвайки наличните по това време технологии. Тъй като по това време маглевът е слабо развит, той предлага обичайните стоманени колела. Вратата на камерата към тръбата се отваря и зад влака се пуска необходимият въздух, за да го ускори в тръбата. Гравитацията допълнително ускорява влака до максимално ниво. Идвайки с това ниво на скорост, пристигащият влак намалява скоростта си чрез компресиране на разредения въздух пред него, който после се изпуска. Компресорите на гарите компенсират загубите, дължащи се на триенето или изтичането на въздух покрай влака, като самият влак няма нужда от двигател. Тази комбинация от модифициран гравитационен влак и пневматично задвижване би изразходвала малко енергия, но би ограничила системата до дозвукови скорости, поради което предложените първоначални маршрути са от десетки или стотици километри, а не трансконтинентални разстояния.
Разработен е маршрут през мегаполиса BosWash с девет станции – по една във Вашингтон, Мериленд, Делауеър, Пенсилвания, Ню Йорк, Роуд Айлънд, Масачузетс и две в Кънектикът. За районите на Сан Франциско и Ню Йорк са предвидени крайградски железопътни системи, като крайградската версия има по-дълги и по-тежки влакове, които се задвижват по-малко от въздуха и повече от гравитацията, отколкото междуградската версия. Системата в Ню Йорк трябвало да има три линии, завършващи във Вавилон, Патерсън, Хънтингтън, Елизабет, Уайт Плейнс и Сейнт Джордж.
От края на 70-те и началото на 80-те години на миналия век се предлага създаване на швейцарска система Swissmetro, която да използва изобретението на експерименталния германски маглев влак Transrapid и да се движи в подемни тунели през цялата страна. Налягането на въздуха в тунелите трябва да е намалено до това на височина 21 000 m (около 10% от нормалното). Идеята за системата продължава да се развива и в днешно време като SwissMetro-NG („NG“ – нова генерация).
През 80-те години на ХХ век американецът Франк П. Дейвидсън, участник в проекта за тунел под Ламанша, и японският инженер Йошихиро Кьотани предлагат решение на трансокеанските връзки чрез плаваща тръба над океанското дъно, закрепена с кабели (потопен плаващ тунел). Транзитната тръба би трябвало да остане поне на 300 m под повърхността на океана, за да се избегнат водните турбуленции.
На 18 ноември 1991 г. американският физик Джерард К. О'Нийл подава заявка за патент за система за вакуумен влак, наречена Magnetic Flight. Превозните средства ще се издигат с помощта на електромагнитна сила от една релса в тръба (постоянни магнити в релсата, с променливотокови магнити на превозното средство) и ще се задвижват с помощта на електромагнитни сили. По негови изчисления влаковете биха могли да развиват скорост до 4 000 km/h – около пет пъти по-висока от тази на реактивен пътнически самолет, като въздухът бъде изтеглен от тръбите. [12] Превозното средство би трябвало да се ускорява през първата половина на пътуването, а през втората половина на пътуването да се забавя. О'Нийл планира да изгради мрежа от станции, свързани с тези тунели, но умира две години преди да бъде издаден първият му патент за това.
Представители на консорциума ET3 твърдят, че са постигнали някои резултати, които са довели до патент за „транспортна технология с вакуумирани тръби“, който е издаден през 2009 г. [14] Те представят идеята си през 2013 г. пред публика. [15].
През август 2013 г. Илон Мъск, главен изпълнителен директор на Tesla и SpaceX, публикува документа Hyperloop Alpha, в който предлага маршрут от района на Лос Анджелис до района на залива на Сан Франциско, приблизително по протежение на коридора на междущатска магистрала 5. Концепцията Hyperloop е изрично „отворена“ от Мъск и SpaceX, като всички са насърчени да възприемат идеите и да ги доразвият. За тази цел са създадени няколко компании, а няколко интердисциплинарни екипа, ръководени от студенти, работят за усъвършенстване на технологията. SpaceX построява експериментална писта, дълга около 1,6 km, за своя конкурс за проектиране на капсули в централата си в Хоторн (Калифорния).
Китай изгражда тестова писта за вакуумни влакове в Датун.